# Cantó de La Pléu
El cantó de La Pléu és un cantó francès del departament de la Corresa, situat al districte de Tula. Té 8 municipis i el cap és La Pléu.

## Municipis
- La Faja
- La Pléu
- La Troncha
- La Val
- Sent Alari Foissac
- Sent Merd de la Pléu
- Sent Pantaleon de la Pléu
- Sorçac

## Història
| Data d'elecció                           | Identitat            | Partit           | Qualitat |
| ---------------------------------------- | -------------------- | ---------------- | -------- |
| 1970-1985                                | Charles Clair        | PS               |          |
| 1985-1992                                | Yvon Gourhand        | PS               |          |
| 1992-                                    | Bertrand Chassagnard | RPR, després UMP |          |
| les dades anteriors no són pas conegudes |                      |                  |          |
|                                          |                      |                  |          |

| 1962  | 1968  | 1975  | 1982  | 1990  | 1999  | 2006  |
| ----- | ----- | ----- | ----- | ----- | ----- | ----- |
| 2.525 | 2.847 | 2.467 | 2.113 | 1.883 | 1.827 | 1.650 |